# 金有豫
金有豫（1927年9月—2024年9月17日），男，山东济南人，中国药理学家，曾任首都医科大学教授，中国药理学会副秘书长，药典委员会委员。